# Thalia dealbata
Espèce
Classification phylogénétique

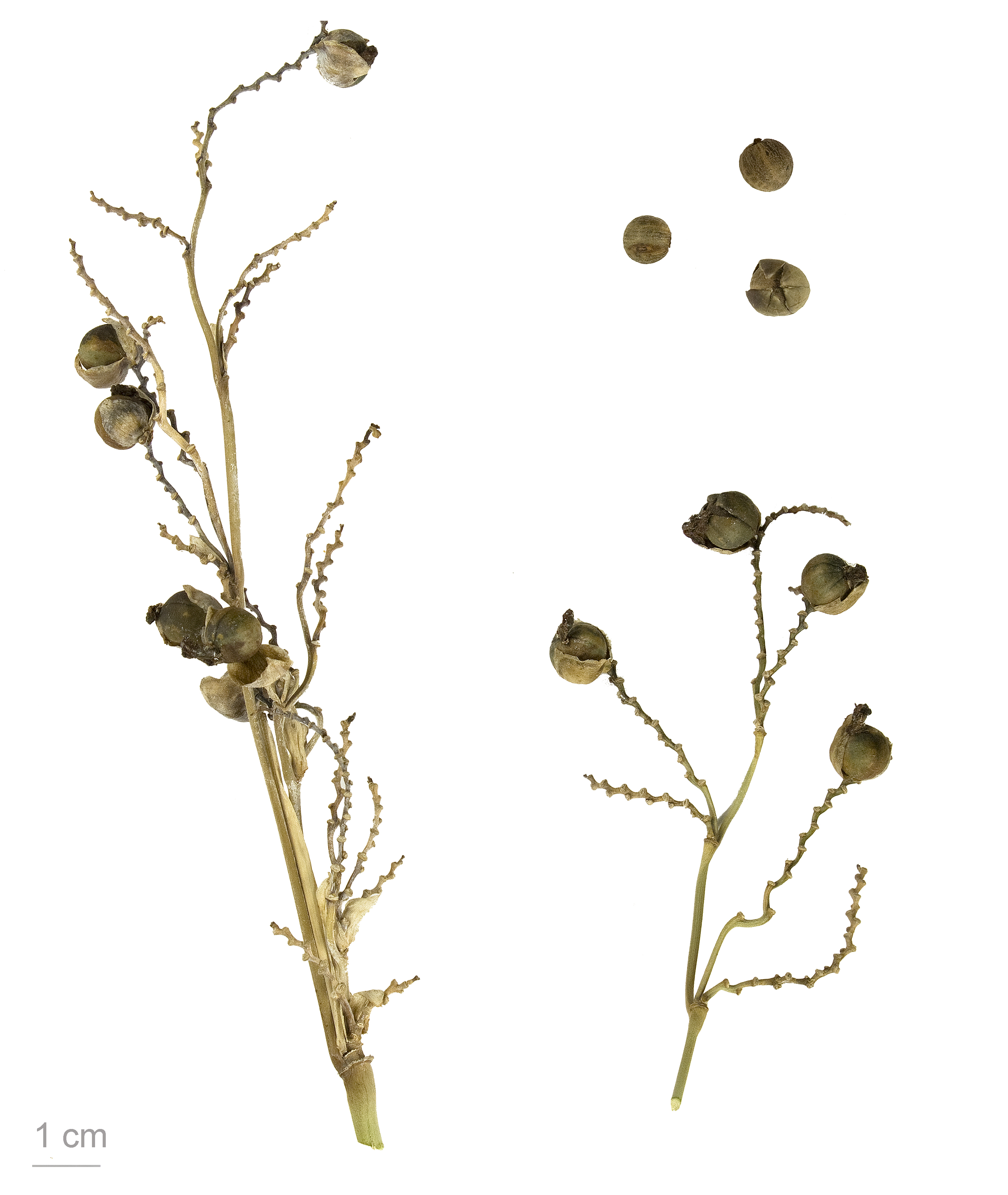
Thalia dealbata
Muséum de Toulouse.

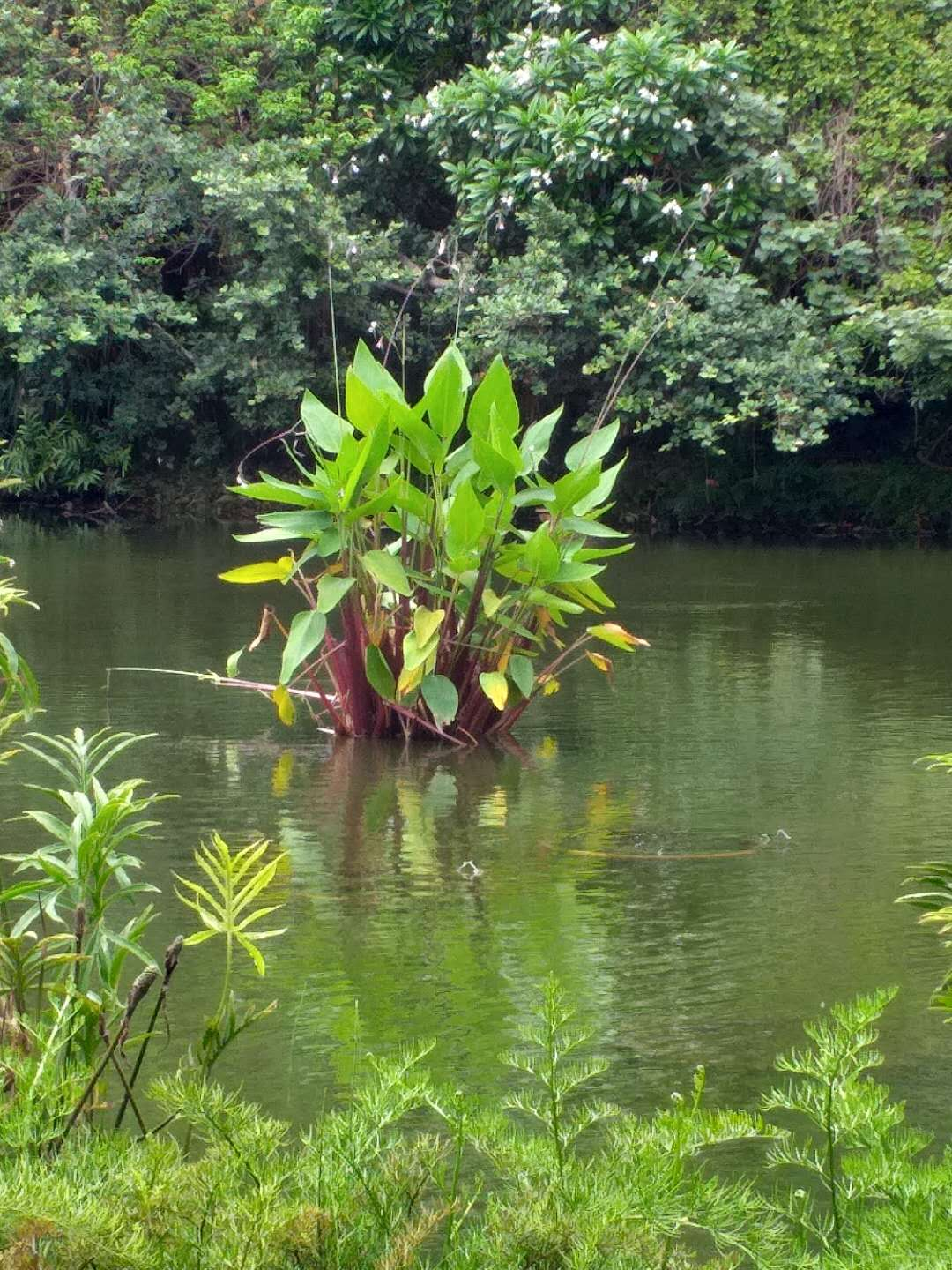
Thalia dealbata.

La thalie blanchie, Thalia dealbata, est une espèce de plante aquatique de la famille des Marantacées.
Il s'agit de la seule espèce endémique en Amérique du Nord.

## Caractéristiques
La thalie blanchie est une plante rhizomateuse, vivace de milieux aquatiques ou humides.
Elle peut atteindre trois mètres de haut. Ses feuilles sont lancéolées et groupées à la base. Elles sont aussi couvertes d'une pilosité à la base : c'est un élément distinctif de la thalie géniculée.
Les inflorescences terminales paniculées sont portées par une longue tige non courbée et pruineuse, cette absence de courbure et cette pruinosité étant d'autres éléments distinctifs de la thalie géniculée. Elles sont aussi beaucoup plus compactes que celles de la thalie géniculée.
Les fleurs, sessiles, par paire sur un rachis en zigzag, portent un calice de trois sépales libres, de forme et de taille identiques, une corolle au tube très court à cinq pétales irréguliers, une étamine fertile et trois staminoïdes, un style terminé par un stigmate à deux lèvres, un ovaire infère à un seul locule. Elles sont de couleur pourpre à violacée. Elles s'épanouissent par paire, une journée seulement.
Le fruit est une arille dont la graine est sphérique de 1 cm de diamètre.
Les spécimens cultivés ont 12 chromosomes

## Taxonomie et classification
Cette espèce compte cinq synonymes :
- Malacarya dealbata (Fraser ex Roscoe) Raf.
- Maranta dealbata (Fraser ex Roscoe) A.Dietr.
- Peronia stricta F.Delaroche
- Spirostylis biflora Raf.[4]
- Thalia barbata Small[1]

Elle compte aussi un homonyme :
- Thalia dealbata Hort. ex Link (1820) : voir Clinogyne dichotoma (Roxb.) Salisb. - synonymes : Maranta dichotoma (Roxb.) Wall., Phrynium dichotomus Roxb., Schumannianthus dichotomus (Roxb.) Gagnep., Thalia dichotoma (Roxb.) Roxb. ex Link

## Écologie
La thalie blanchie est originaire d'Amérique du Nord, du sud des États-Unis.
Son usage ornemental l'a répandue à l'ensemble du globe.

## Utilisation
La thalie blanchie est largement utilisée comme plante de bassin. Elle demeure néanmoins gélive, au moins pour son feuillage, le rhizome pouvant résister à -7 °C.
Elle est très largement diffusée en France (par exemple chez la maison du Bananier, le Jardin du Pic vert, la Ferme au Koi...).

## Aspects culturels et historiques
En 1794, John Fraser publie une planche, sans description, figurant cette plante sous le nom de Thalia dealbata.
En 1807, William Roscoe établit une première description de cette espèce à partir de la planche de John Fraser : Thalia dealbata Fraser ex Roscoe.
En 1819, Constantine Samuel Rafinesque, sur la base d'un écrit de Thomas Nuttall, la place dans le genre qu'il crée à l'occasion Malacarya : Malacaria dealbata (Fraser ex Roscoe) Nut. ex Raf.. Mais c'est un déplacement sans aucune description ni justification. Noter que les index ignorent complètement Thomas Nuttall.
En 1831, David Nathaniel Friedrich Dietrich la place dans le genre Maranta L.f. : Maranta dealbata (Fraser ex Roscoe) D.Diet..
En 1902, Karl Moritz Schumann réalise une révision du genre. Il distingue quatre sous-genres dont Euthalia où il place Thalia dealbata Fraser ex Roscoe.

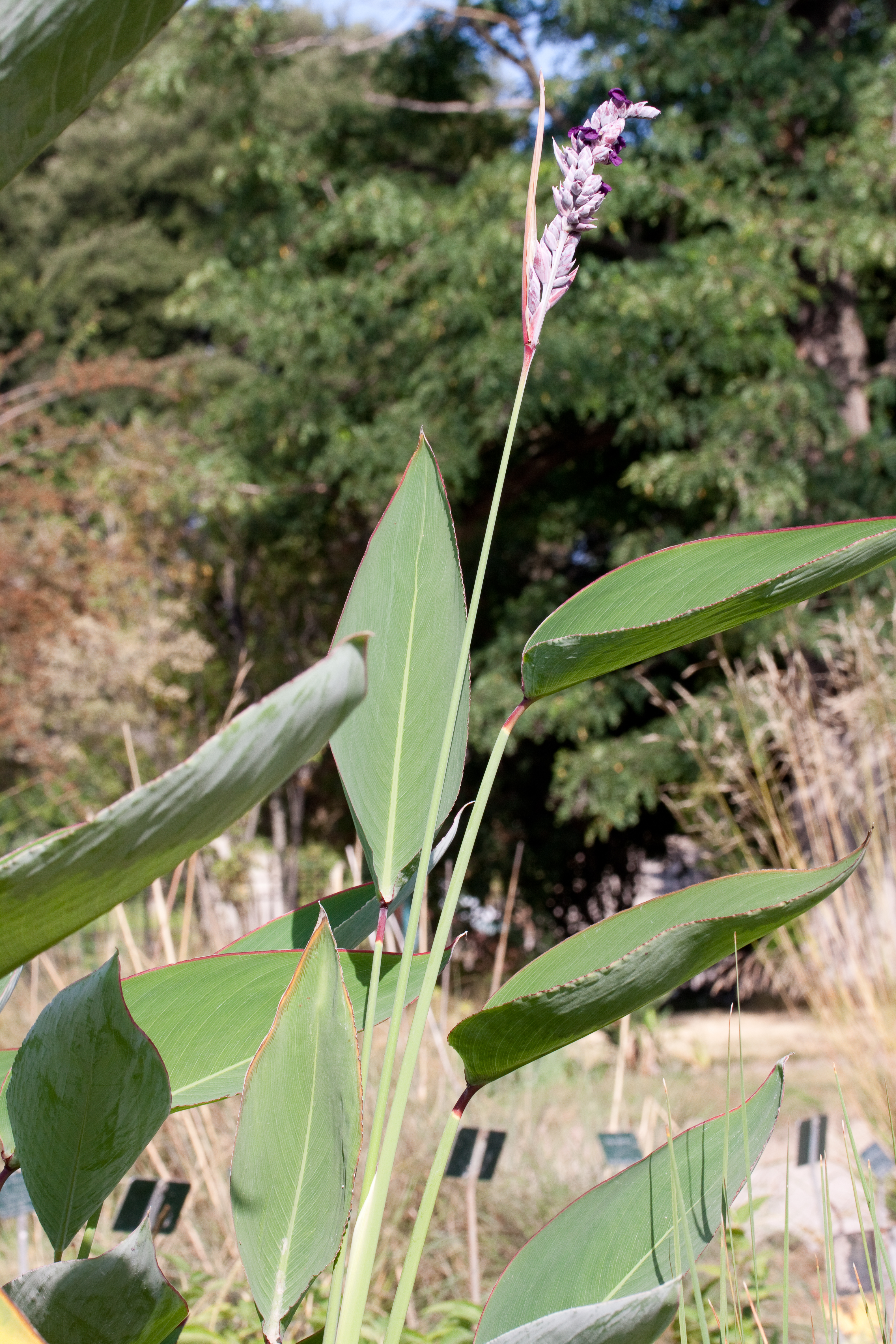
Plante
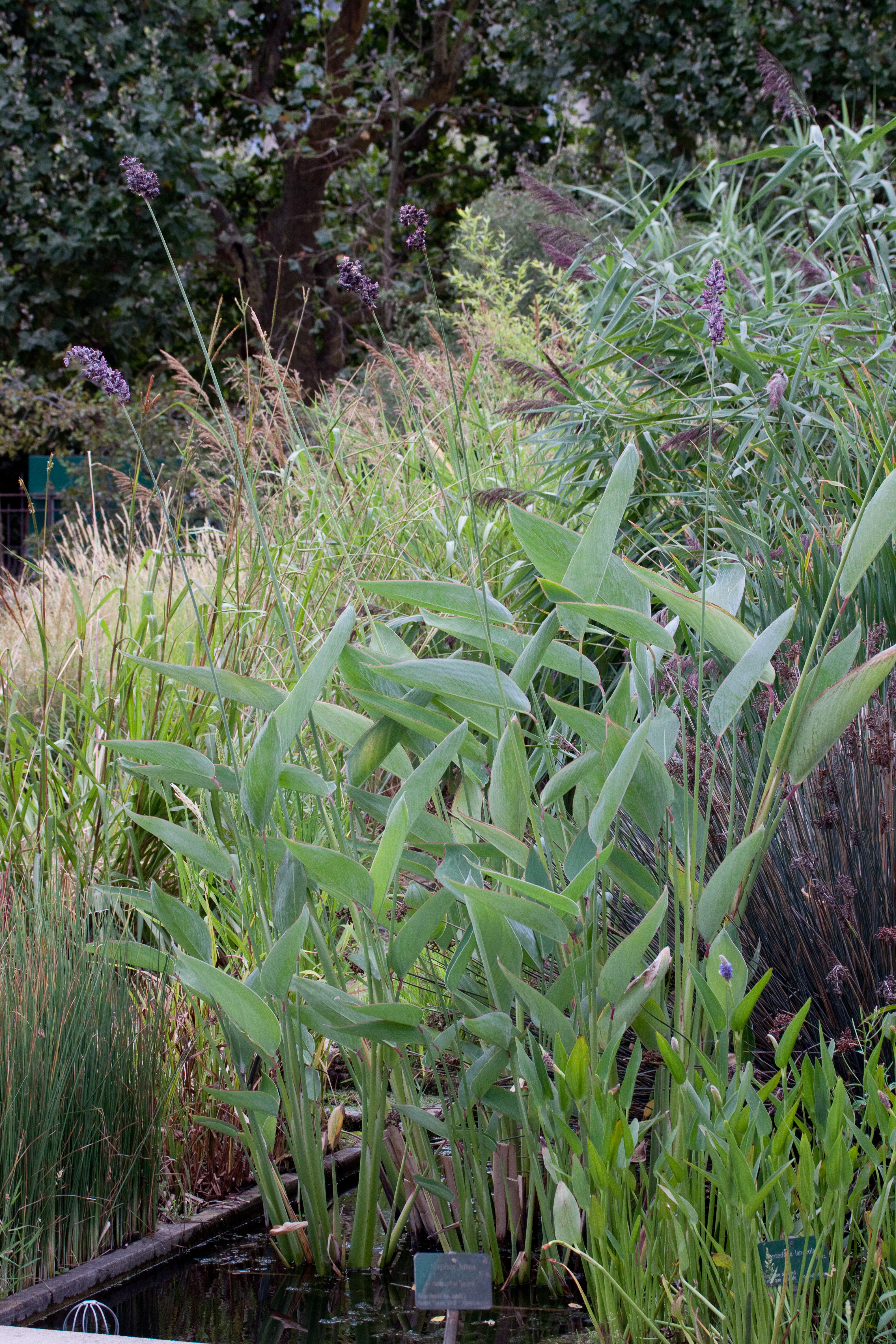
Plante
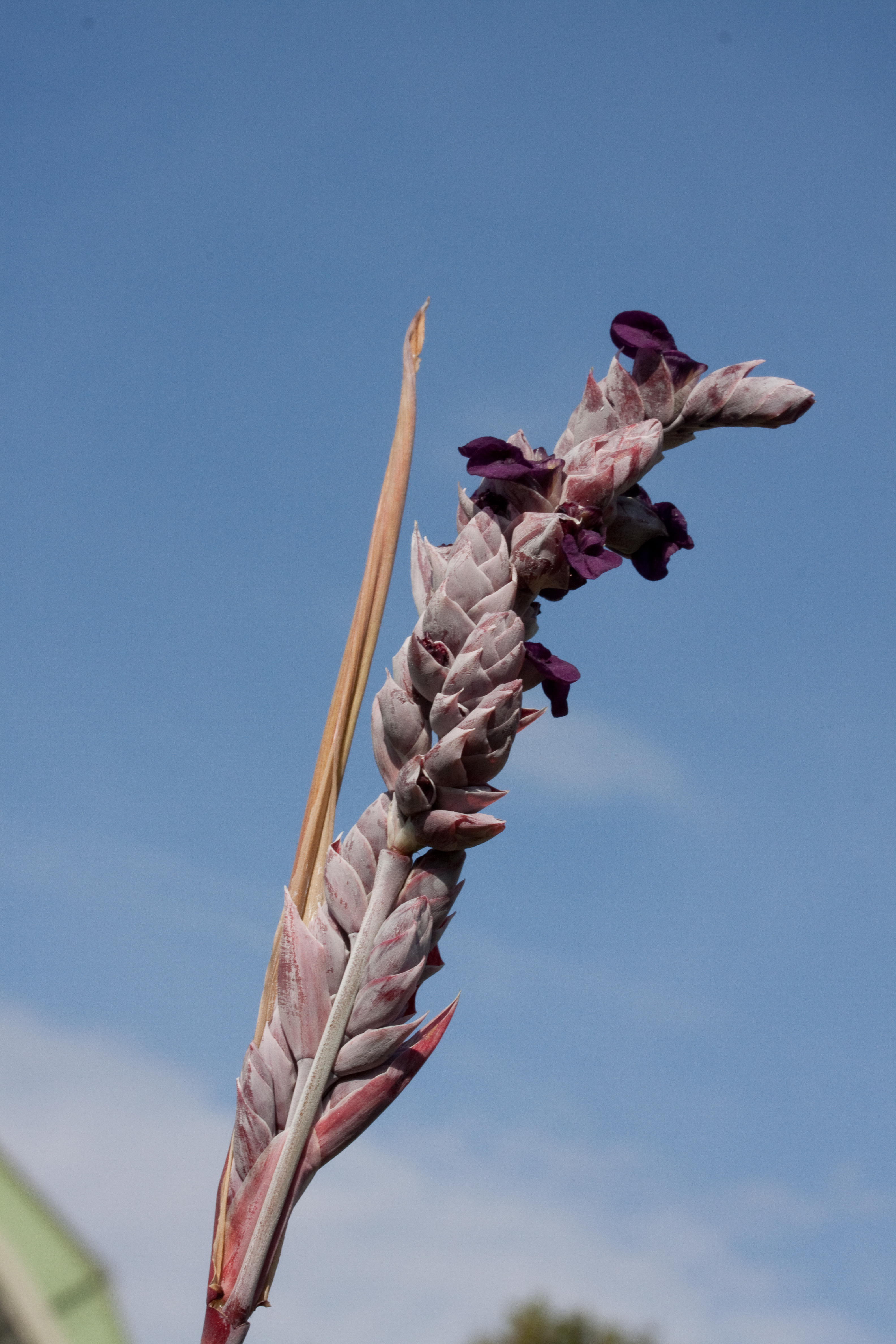
Inflorescence
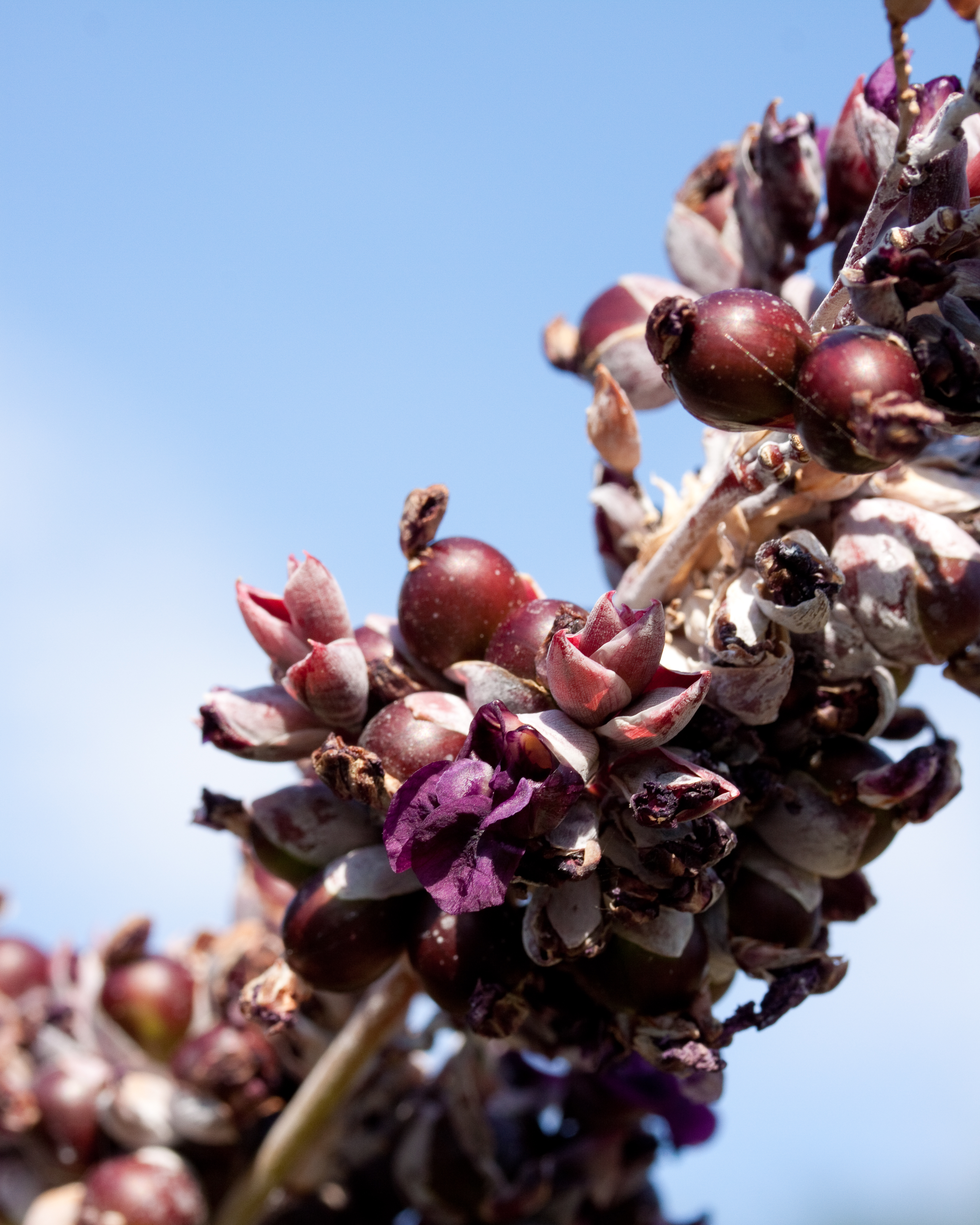
Fleurs et fruits
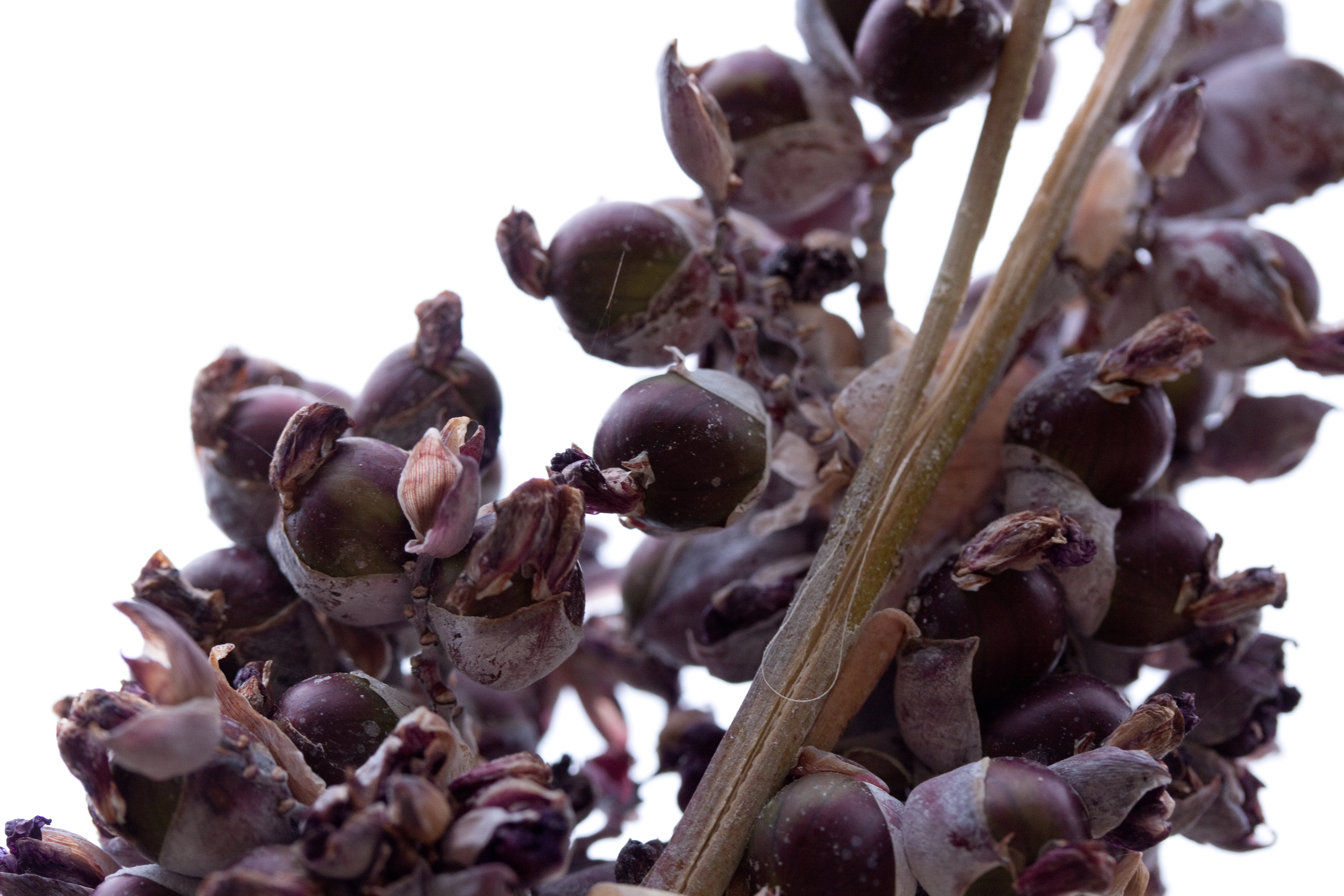
Fruits